# Ardley
Ardley – wieś w Anglii, w hrabstwie Oxfordshire, w dystrykcie Cherwell. Leży 22 km na północ od Oksfordu i 89 km na północny zachód od Londynu. W 2001 roku miejscowość liczyła 666 mieszkańców.